# Lekki szkielet drewniany

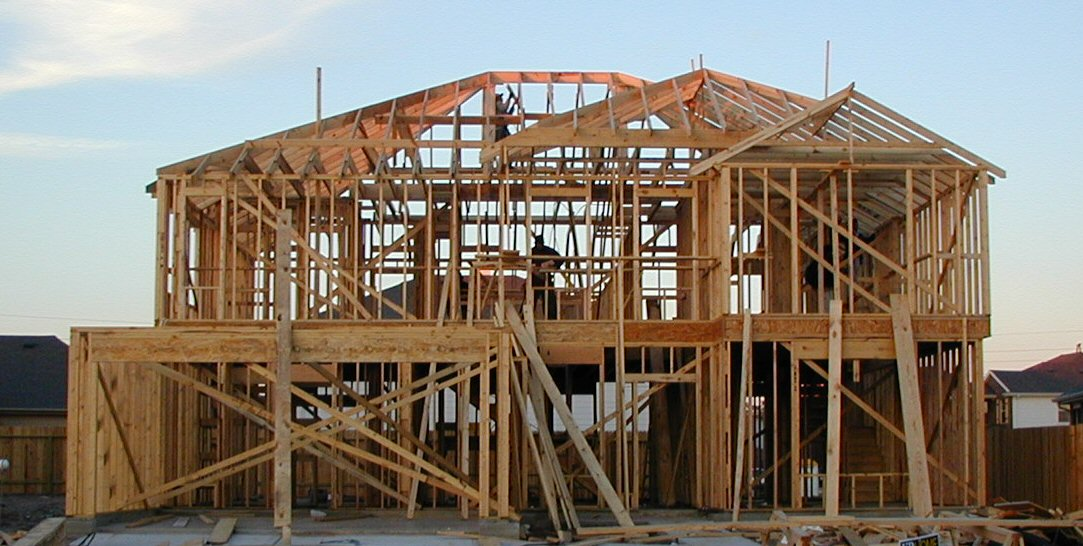
Szkielet budynku przed obiciem płytami zewnętrznymi

Lekki szkielet drewniany − technologia budowy małych i średnich budynków (domy jednorodzinne, domy szeregowe), popularna w USA, Kanadzie i krajach skandynawskich.
Podstawowym materiałem konstrukcyjnym są deski, zwykle o grubości 38 mm (nominalna grubość 1,5 cala) i o szerokości zależnej od potrzeb wytrzymałościowych. Ściany zwykle są z desek o szerokości 89 mm (ściany zewnętrzne, ze względu na izolację cieplną - z desek o szerokości 140 mm), w rozstawie osiowym wynoszącym 40 lub 60 cm.

## Konstrukcja

Konstrukcja platformowa

Konstrukcja balonowa

Budowa polega na łączeniu desek w tarcze ścian gwoździami lub przy użyciu specjalnych złączy metalowych a następnie ustawienie ścian w pionie.
Wyróżnia się dwa podstawowe typy konstrukcji ze względu na sposób mocowania stropu:
- konstrukcja platformowa – na oczepach stojących ścian układa się deski stanowiące żebra stropu, a na nich podłogę z desek lub, częściej płyt. Ściany wyższej kondygnacji lub stropodach konstruuje się korzystając z podłogi jako platformy roboczej.
- konstrukcja balonowa, gdzie stropy zawiesza się na słupach ścian, których wysokość wynosi półtora lub więcej wysokości kondygnacji (przeważnie półtora w budynkach parterowych z poddaszem użytkowym).

Gotową konstrukcję usztywnia się płytą OSB/3, następnie dodatkowo ociepla (przeważnie wełną mineralną wkładaną między ruszt podtrzymujący warstwę elewacyjną) i przykrywa elewacją drewnianą, z sidingu lub tynku cienkowarstwowego.
Przestrzenie wewnątrz ścian wypełnia się materiałem termoizolacyjnym (wełna szklana, wełna mineralna, lub inne). Od strony wewnętrznej instaluje się warstwę paroizolacyjną i wykończenie wewnętrzne (płyta gipsowo-kartonowa).
Drewno, z którego wykonuje się szkielet powinno być czterostronnie strugane oraz suszone w temperaturze przekraczającej 67 stopni Celsjusza lub impregnowane. Struganie i suszenie drewna pozwala zrezygnować z impregnacji chemicznej większości elementów.

## Zalety i wady
Ze względu na szybkość budowy (oprócz fundamentów można uniknąć prac mokrych lub ograniczyć je do szpachlowania gipsem), możliwość prowadzenia prac o każdej porze roku oraz stosunkowo prostą technologię lekki szkielet drewniany staje się coraz popularniejszy w Polsce. Przeszkodami w szerszym rozpowszechnieniu są: mała liczba wykonawców znających technologię, brak standardów drewna oraz wieloletnie przyzwyczajenie do technologii tradycyjnych.
Ponadto budowa domów w konstrukcji lekkiego szkieletu drewnianego jest mniej energochłonna od budowy w tradycyjnej. Drewno jest surowcem odnawialnym, proces budowlany i wytworzenie materiałów wywołuje niewielką emisję dwutlenku węgla do atmosfery w porównaniu z technologiami stosującymi beton lub ceramikę.
Pewną odmianą tej technologii jest lekki szkielet stalowy, gdzie zamiast desek stosuje się rury o przekroju prostokątnym ze stali ocynkowanej.